# جنت ال کاواندی
جنت لین کاوندی (به انگلیسی: Janet Lynn Kavandi) فضانورد اهل کشور ایالات متحده آمریکا است که در ۱۷ ژوئیهٔ ۱۹۵۹ میلادی در کارتج، میزوری زاده شد. وی در مأموریت اس‌تی‌اس-۹۱، اس‌تی‌اس-۹۹، اس‌تی‌اس-۱۰۴ حضور داشته است.